# Chondrosia ramsayi
Chondrosia ramsayi är en svampdjursart som beskrevs av Lendenfeld 1885. Chondrosia ramsayi ingår i släktet Chondrosia och familjen Chondrillidae.
Artens utbredningsområde är havet kring Australien. Inga underarter finns listade i Catalogue of Life.